# Чезаре Мальдіні
Чезаре Мальдіні (італ. Cesare Maldini, * 5 лютого 1932, Трієст — †3 квітня 2016) — колишній італійський футболіст, захисник. По завершенні ігрової кар'єри — футбольний тренер. Багато років очолював молодіжну збірну Італії, протягом 1996—1998 років був головним тренером національної збірної країни.
Як гравець насамперед відомий виступами за клуб «Мілан», а також національну збірну Італії. Чотириразовий чемпіон Італії. Володар Кубка чемпіонів УЄФА.
Батько іншого відомого італійського футболіста, багаторічного капітана «Мілана» та збірної Італії Паоло Мальдіні.

## Клубна кар'єра
Вихованець футбольної школи клубу «Трієстина». Дорослу футбольну кар'єру розпочав 1952 року в основній команді того ж клубу, в якій провів два сезони, взявши участь у 32 матчах чемпіонату.
Своєю грою за цю команду привернув увагу представників тренерського штабу клубу «Мілан», до складу якого приєднався 1954 року. Відіграв за «россонері» наступні дванадцять сезонів своєї ігрової кар'єри. Більшість часу, проведеного у складі «Мілана», був основним гравцем захисту команди. За цей час чотири рази виборював титул чемпіона Італії, ставав володарем Кубка чемпіонів УЄФА.
Завершив професійну ігрову кар'єру у клубі «Торіно», за команду якого виступав в сезоні 1966–67.

## Виступи за збірну

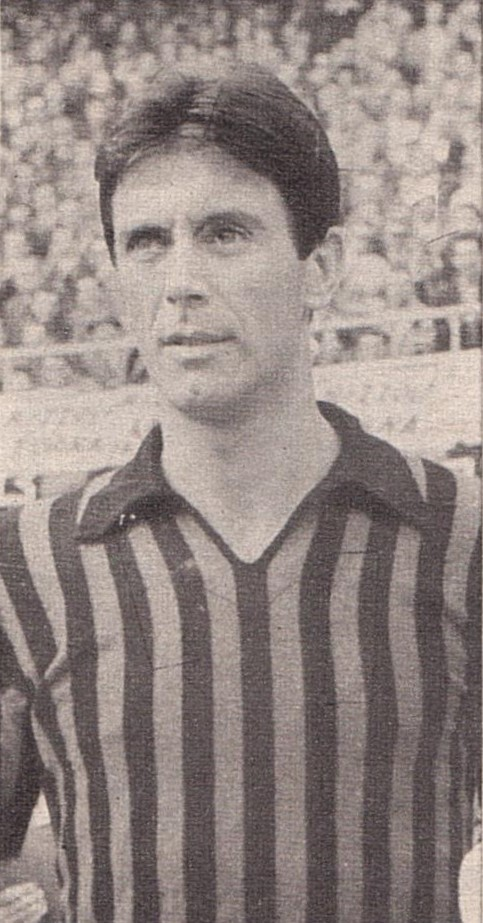
Чезаре Мальдіні у складі збірної Італії.

1958 року дебютував в офіційних матчах у складі національної збірної Італії. Протягом кар'єри у національній команді, яка тривала 6 років, провів у формі головної команди країни 22 матчі. У складі збірної був учасником чемпіонату світу 1962 року у Чилі.

## Кар'єра тренера
Розпочав тренерську кар'єру, повернувшись до футболу після невеликої перерви, 1972 року, очоливши тренерський штаб клубу «Мілан», в якому пройшли найкращі роки його ігрової кар'єри. Надалі, протягом 1974—1980 років, очолював команди клубів «Фоджа», «Тернана» та «Парма».
1986 року прийняв пропозицію Італійської федерації футболу очолити молодіжну збірну країни. Під керівництвом Чезаре Мальдіні італійська «молодіжка» тричі поспіль ставала найсильнішою молодіжною збірною континенту, здобувши «золото» на молодіжних чемпіонатах Європи у 1992, 1994 та 1996 роках. Багато гравців, що здобули міжнародний досвід на молодіжному рівні під керівництвом Мальдіні, надалі стали «зірками» головної збірної Італії — зокрема Фабіо Каннаваро, Джанлуїджі Буффон, Франческо Тотті.
Успіхи тренера на молодіжному рівні сприяли його запрошенню на позицію головного тренера національної збірної Італії, тренерський штаб якої він очолив 1996 року. Під керівництвом Чезаре Мальдіні «скуадра адзура» пройшла відбірковий турнір до
чемпіонату світу 1998, у фінальній частині змагання впевнено подолала груповий етап, а в 1/8 фіналу мінімально обіграла збірну Норвегії (1:0). У чвертьфіналі італійцям протистояли господарі турніру, збірна Франції. В основний і додатковий час зустрічі голів забито не було, а в серії післяматчевих пенальті сильнішими виявилися французи, які згодом й стали переможцями світової першості. Після турніру головного тренера італійської збірної жорстко розкритикували у ЗМІ за занадто оборонний футбол, і він був змушений подати у відставку.
У 2001 році, Мальдіні на нетривалий час повертався на тренерський місток «Мілана», а згодом, того ж року, прийняв пропозицію очолити національну збірну Парагваю, яка на той час успішно подолала кваліфікацію до чемпіонату світу 2002 і готувалася до цього турніру. На світовій першості 2002 року став найстарішим тренером турніру (70 років). Привів південноамериканців до другого місця в групі, на стадії плей-оф парагвайцям протистояли майбутні фіналісти першості, збірна Німеччини. Команда Мальдіні поступилася лише завдяки єдиному голу, пропущеному на 89-й хвилині матчу.
Збірна Парагваю стала останньою командою у тренерській кар'єрі Чезаре Мальдіні. Згодом він працював скаутом у клубній системі «Мілана», спортивним оглядачем на супутниковому телебаченні.

## Статистика виступів

### Статистика клубних виступів
За даними MagliaRossonera.it та ArchivioToro.it.
| Сезон                 | Команда               | Чемпіонат             | Чемпіонат | Чемпіонат | Кубок Італії | Кубок Італії | Кубок Італії | Єврокубки | Єврокубки | Єврокубки | Інші змагання | Інші змагання | Інші змагання | Усього | Усього |
| Сезон                 | Команда               | Ліга                  | Ігор      | Голів     | Ліга         | Ігор         | Голів        | Ліга      | Ігор      | Голів     | Ліга          | Ігор          | Голів         | Ігор   | Голів  |
| --------------------- | --------------------- | --------------------- | --------- | --------- | ------------ | ------------ | ------------ | --------- | --------- | --------- | ------------- | ------------- | ------------- | ------ | ------ |
| 1952–53               | «Трієстина»           | A                     | 1         | 0         | -            | -            | -            | -         | -         | -         | -             | -             | -             | 1      | 0      |
| 1953–54               | «Трієстина»           | A                     | 31        | 0         | -            | -            | -            | -         | -         | -         | -             | -             | -             | 31     | 0      |
| Усього за «Трієстину» | Усього за «Трієстину» | Усього за «Трієстину» | 32        | 0         |              | -            | -            |           | -         | -         |               | -             | -             | 32     | 0      |
| 1954–55               | «Мілан»               | A                     | 27        | 1         | -            | -            | -            | -         | -         | -         | ЛК            | 1             | 0             | 28     | 1      |
| 1955–56               | «Мілан»               | A                     | 22        | 0         | -            | -            | -            | КЧ        | 6         | 0         | ЛК            | 2             | 0             | 30     | 0      |
| 1956–57               | «Мілан»               | A                     | 21        | 1         | -            | -            | -            | -         | -         | -         | ЛК            | 2             | 0             | 23     | 1      |
| 1957–58               | «Мілан»               | A                     | 32        | 0         | КІ           | 3            | 0            | КЧ        | 8         | 0         | -             | -             | -             | 43     | 0      |
| 1958–59               | «Мілан»               | A                     | 34        | 0         | КІ           | 1            | 0            | -         | -         | -         | КД            | 1             | 0             | 36     | 0      |
| 1959–60               | «Мілан»               | A                     | 29        | 0         | КІ           | -            | -            | КЧ        | 4         | 0         | КД            | 1             | 0             | 34     | 0      |
| 1960–61               | «Мілан»               | A                     | 30        | 0         | КІ           | 2            | 0            | -         | -         | -         | КД            | 2             | 0             | 34     | 0      |
| 1961–62               | «Мілан»               | A                     | 34        | 1         | КІ           | -            | -            | КЯ        | 2         | 0         | КД            | -             | -             | 36     | 1      |
| 1962–63               | «Мілан»               | A                     | 31        | 0         | КІ           | 1            | 0            | КЧ        | 9         | 0         | КД            | 2             | 0             | 43     | 0      |
| 1963–64               | «Мілан»               | A                     | 22        | 0         | КІ           | 1            | 0            | КЧ        | 3         | 0         | МКК           | 3             | 0             | 29     | 0      |
| 1964–65               | «Мілан»               | A                     | 34        | 0         | КІ           | -            | -            | КЯ        | 2         | 0         | -             | -             | -             | 36     | 0      |
| 1965–66               | «Мілан»               | A                     | 31        | 0         | КІ           | 1            | 0            | КЯ        | 8         | 0         | -             | -             | -             | 40     | 0      |
| Усього за «Мілан»     | Усього за «Мілан»     | Усього за «Мілан»     | 347       | 3         |              | 9            | 0            |           | 42        | 0         |               | 14            | 0             | 412    | 3      |
| 1966–67               | «Торіно»              | A                     | 33        | 0         | КІ           | 3            | 0            | -         | -         | -         | КА            | 3             | 0             | 39     | 0      |
| Усього                | Усього                | Усього                | 412       | 3         |              | 12           | 0            |           | 42        | 0         |               | 17            | 0             | 451    | 3      |

## Титули та досягнення

### Як гравця
- Чемпіон Італії (4):

«Мілан»: 1954–55, 1956–57, 1958–59, 1961–62
- Володар Кубка чемпіонів УЄФА (1):

«Мілан»: 1962–63
- Володар Латинського кубка (1):

«Мілан»: 1956

### Як тренера
- Переможець молодіжного чемпіонату Європи (3):

 Італія U-21: 1992, 1994, 1996